# Eatrenalin
Das Eatrenalin ist ein Restaurant in Rust, das am 4. November 2022 eröffnet worden ist.  Der Name ist ein Kofferwort aus eat (engl. essen, speisen) und Adrenalin.
Das Restaurant verbindet gehobene Küche (Fine Dining) mit einem ca. zweistündigen Unterhaltungsprogramm. Hierbei werden die Gäste in selbstfahrenden Sesseln, den „Floating Chairs“, durch unterschiedlich eingerichtete Räume geleitet, in denen die einzelnen Gänge serviert werden.
Küchenchef ist seit Mai 2025 Peter Hagen-Wiest.

## Geschichte
Eatrenalin wurde von Thomas Mack, dem geschäftsführenden Gesellschafter des Europa-Parks, und Oliver Altherr (CEO von Marché International 2003/2024) gegründet. Die Idee dazu kam ihnen bei einem gemeinsamen Besuch des Flying Theaters Voletarium, in dem man mehrere Länder Europas virtuell überfliegt, wobei verschiedene Sinnesreize eingesetzt werden (Bewegung, Gerüche, Temperaturwechsel, Wind, Sprühnebel). Die beiden Gastronomen wollten ein Erlebnis schaffen, bei dem der Geschmackssinn im Mittelpunkt steht.
Im November 2020 informierte der Park erstmals über die Pläne für ein neuartiges Restaurant. Die zunächst für Herbst 2021 geplante Eröffnung wurde aufgrund der COVID-19-Pandemie verschoben und erfolgte am 4. November 2022.

## Ablauf
Für einen Besuch muss ein Termin online gebucht werden. Aufgrund der präzisen Taktung ist ein pünktliches Erscheinen der Gäste erforderlich.
Eatrenalin beinhaltet elf Räume, die jeweils einen eigenen Namen haben und unterschiedlich thematisiert sind. Als verbindendes Element dient eine Geschichte, die als roter Faden durch das Erlebnis führt. Die Gäste durchlaufen die Räume in dieser Reihenfolge:
1. Lounge
2. Waterfall
3. Discovery
4. Ocean
5. Taste
6. Umami
7. Spaceship
8. Universe
9. Incarnation
10. Elevator
11. Bar

Die Gäste werden ihrer Gruppe zugeteilt und erhalten einen Aperitif sowie den ersten Gang des Menüs. In jeder Gruppe befinden sich bis zu 16 Personen. Zu Beginn konnten jeden Abend bis zu 12 Gruppen bedient werden, d. h. die Kapazität betrug 192 Personen pro Abend. Im Jahr 2023 wurde der Zeittakt entzerrt und daher die Zahl auf 10 Gruppen (160 Personen) pro Abend reduziert.
Im Raum Discovery nehmen die Gäste in den selbstfahrenden Sesseln Platz und verlassen diese erst wieder nach der Einnahme des Desserts im Raum Incarnation. In jedem Raum außer Spaceship (Simulation eines Weltraumflugs), Elevator (Weltraumlift) und der Bar wird ein Gang des Acht-Gänge-Menüs serviert. Die Taktung beträgt 25 Minuten, die Verweildauer pro Raum rund 15 bis 20 Minuten.
Jeder Raum ist individuell thematisiert, passend zum jeweiligen Gang des Menüs. Die Musik wurde in Zusammenarbeit mit DJ Rafael Becker aus Dubai, Komponist Hendrik Schwarzer und Jan Lepold (T-Rex Classics) produziert.
Ein selbstständiges, unaufgefordertes Aufstehen aus den Fahrsesseln ist aus Sicherheitsgründen nicht gestattet; bei Bedarf kann ein Servicemitarbeiter mithilfe eines Bedienknopfs herbeigeholt werden, der ggf. ein gefahrloses Verlassen des Sessels ermöglicht. Ebenfalls aus Sicherheitsgründen können kleine Kinder sowie Haustiere nicht mitgenommen werden. Das Gebäude ist barrierefrei.

## Technik

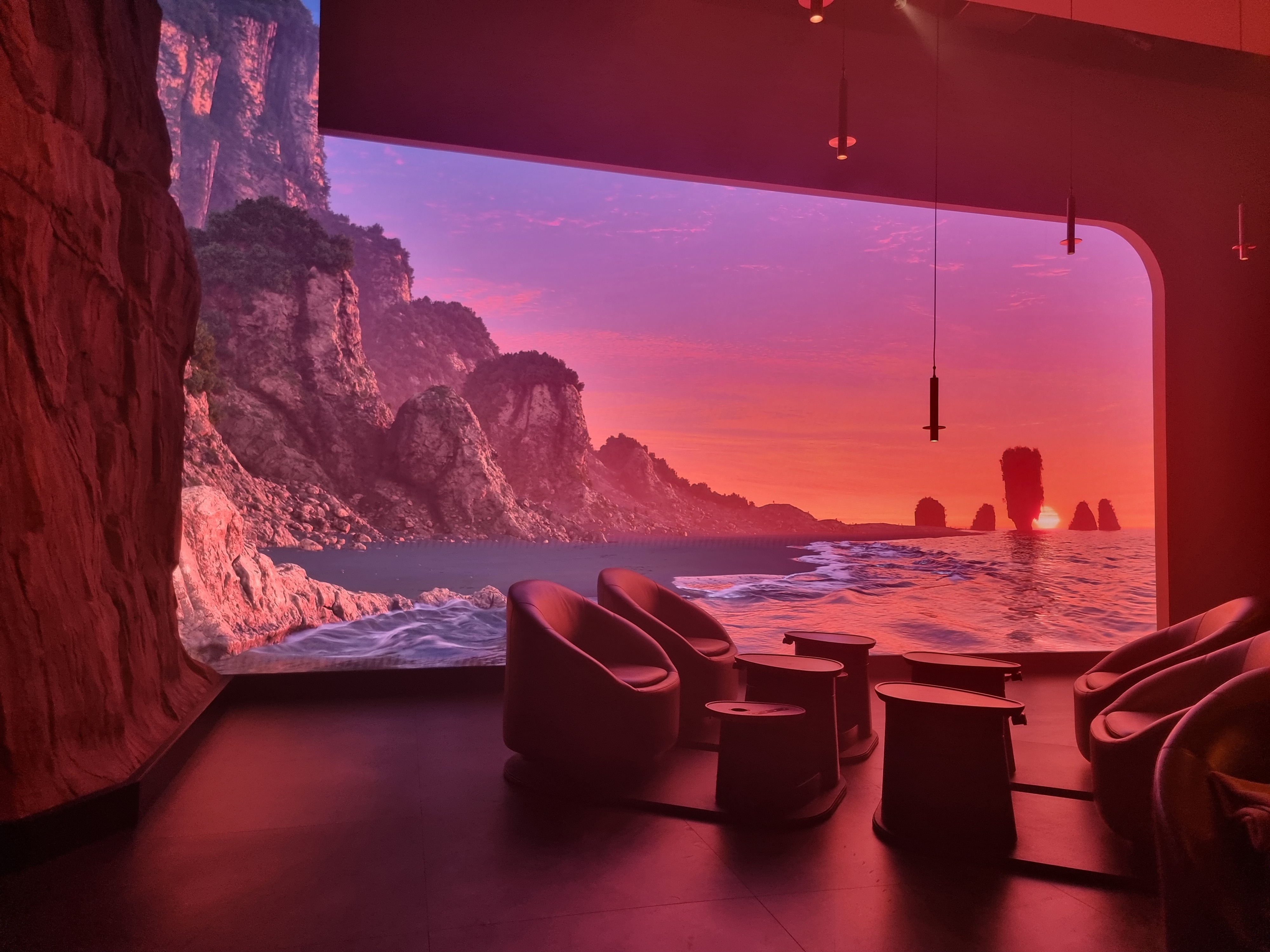
Vier freie „Floating Chairs“ haben sich zu einer Gruppe zusammengefunden.

Einen Großteil des Erlebnisses verbringen die Gäste in selbstfahrenden Sesseln. Es handelt sich hierbei um ein schienenloses Fahrsystem. Die Sessel sind auf kleinen Plattformen montiert, die sich frei auf dem Boden bewegen und einer vorprogrammierten Choreografie folgen. Die Gäste selbst haben keine Steuerungsmöglichkeit.
Auf der beweglichen Plattform des Floating Chairs befindet sich außerdem ein kleiner Tisch und eine weitere kleine Ablagefläche. Das Gefährt besteht laut Hersteller insgesamt aus 2078 Bauteilen und wiegt 320 kg. Die Fortbewegung erfolgt ruckfrei und nahezu geräuschlos.

## Menü und Küche
Das Menü besteht aus acht Gängen. Etwa zweimal im Jahr wird ein neues Menü entwickelt, um auch wiederkehrenden Gästen Abwechslung zu bieten.
Zur Eröffnung im Jahr 2022 fungierte Pablo Montoro aus Spanien als Küchenchef, zusammen mit dem niederländischen Souschef Ties van Oosten und der französisch-österreichischen Chef Pâtissière Juliana Clementz.
Im Mai 2024 wurde zusätzlich ein Angebot mit der Bezeichnung Late Night Experience eingeführt. Dieses findet nur an den Wochenenden am späten Abend statt. Dabei werden nur fünf der Räume durchfahren.

## Rezeption
Aufgrund des neuartigen Konzepts erhielt Eatrenalin ein überregionales und internationales Medienecho.
Der Guide Michelin führt Eatrenalin als eines der zwölf einzigartigen Restaurants der Welt und bezeichnet es als „futuristisch“. Gault-Millau spricht von einem „Genusstrip“ und „spektakulären Eindrücken“.

### Auszeichnungen
- 2022: Leaders Club Award in Gold in der Kategorie „Innovatives Gastronomiekonzept“
- 2023: Tophotel Newcomer Award, Sonderpreis für Erlebnisgastronomie in der Kategorie „Hotel-Gastronomie Privat“
- 2023: Park World Excellence Award in der Kategorie „Best Product I2023: nnovation“
- 2023: Red Dot Design Award in der Kategorie „Brands & Communication Design“
- 2023: THEA Award in der Kategorie „Experimental Dining Attraction“
- 2023: Blooloop Innovation Awards in der Kategorie „Blue Sky - Out of the box concepts“[19]
- 2024: German Design Award in der Kategorie „Excellent Communications Design – Brand Identity“
- 2024: Travellers’ Choice Award (Tripadvisor)